# Max Schäfer (Fußballspieler)
Max Schäfer (* 17. Januar 1907 in Landshut; † 27. August 1990) war ein deutscher Fußballspieler und -trainer. Als Spieler des TSV 1860 München wurde er im Jahr 1934 zu einem Länderspiel in die A-Nationalmannschaft berufen. Als Trainer gewann er mit den „Löwen“ 1942 den Tschammerpokal.

## Karriere

### Spieler, bis 1943
Der 20-jährige Max Schäfer kam zur Saison 1927/28 von der SpVgg Landshut zum SV 1860 München. Die Löwen trugen ihre Verbandsspiele in der Bezirksliga Bayern, Gruppe Südbayern aus. Am 11. Dezember 1927 debütierte der Neuzugang aus Landshut im Lokalderby gegen den FC Bayern München in der von Alt-Nationalspieler Max Breunig trainierten Ligamannschaft der 60er. Auf Mittelstürmer agierend gelang ihm mit drei Toren zum 5:4-Erfolg der Löwen ein Traumeinstand. „Überhaupt war das Innentrio mit Hornauer-Schäfer-Stiglbauer tadellos besetzt. Dazu ein Mittelläufer von den Qualitäten Pledls dahinter, das war die Stärke der 1860er Elf“, nannten die Münchner Neuesten Nachrichten das spielentscheidende Plus der Weiß-Blauen. In seinem zweiten und dritten Löwen-Jahr lernte Schäfer die Trainerarbeit von Richard Kohn, „Little Dombi“ genannt, kennen, ehe zur Saison 1930/31 wiederum Max Breunig die Trainingsleitung der jetzt mit Ludwig Lachner verstärkten 60er-Elf übernahm. Zwischenzeitlich war Schäfer nach hinten in die Verteidigung gerückt und bildete in der Regel mit Josef Wendl vor dem aus Leipzig gekommenen Torhüter Alwin Riemke das Verteidigerpaar. Unter Breunig entwickelten die 60er ein verwirrendes Kombinationsspiel, das zu einer kontinuierlichen Leistungssteigerung im Laufe der Saison führte und die Mannschaft binnen weniger Monate zu einer der beliebtesten in ganz Deutschland machte.
In der Bezirksliga musste man sich aber noch mit dem zweiten Rang hinter dem FC Bayern München begnügen. In den süddeutschen Endrundenspielen der Zweiten/Dritten holten sich die „Löwen“ aber endgültig ihre Bestform und erspielten sich mit 26:2 Punkten vor dem 1. FC Nürnberg mit 20:8 Punkten souverän den ersten Platz und damit die Berechtigung für ein Qualifikationsspiel zum Einzug in die Endrunde um die deutsche Meisterschaft. Im Wiederholungsspiel am 13. Mai setzten sich die Breunig-Schützlinge mit 2:1 Toren gegen den FC Phönix Ludwigshafen durch und waren damit neben dem Süddeutschen Meister SpVgg Fürth und dem Süd-Vize Eintracht Frankfurt der dritte Vertreter Süddeutschlands in der Endrunde um die deutsche Fußballmeisterschaft. Verletzungsbedingt fehlte Max Schäfer im ersten Spiel (4:1) gegen den Meidericher Spielverein. Im Viertelfinale (1:0-Sieg gegen Tennis Borussia Berlin), im Halbfinale (2:0-Sieg gegen Holstein Kiel) und im Finale am 14. Juni 1931 in Köln gegen Titelverteidiger Hertha BSC war Schäfer aber wieder in der Verteidigung neben Josef Wendl im Einsatz. Willi Kirsei erzielte in der 89. Spielminute den 3:2-Siegtreffer für die Mannschaft um Starstürmer Hanne Sobek und die 60er mussten sich mit dem Lob der Presse begnügen. Der Sportjournalist Friedebert Becker konstatierte in der Berliner BZ am Mittag:

„Der wahre deutsche Meister wäre München 1860. Nicht nur, weil die Bayern gegen die schlecht aufgelegte Hertha diesmal besser waren, sondern weil sie – kein Zweifel darf sich da erheben – heute den reifsten, feinsten und klügsten Kombinationsfußball spielen in Deutschland.“

 Im Jahr 1933 erlebte Max Schäfer nochmals die Spannung in den Spielen um die deutsche Meisterschaft. Nach Erfolgen gegen den VfL Benrath (2:0) und den Beuthener SuSV 09 (3:0; zwei Tore von Schäfer) scheiterte er aber mit seinen Mannschaftskollegen Georg Ertl, Josef Wendl, Alois Pledl, Ludwig Stiglbauer und Ludwig Lachner im Halbfinale am 28. Mai 1933 in Leipzig mit 0:4 Toren gegen die kommende Erfolgself des FC Schalke 04. In den Endrundenspielen war Schäfer jeweils im Angriff aufgelaufen.
Nach der Einführung der Gauligen zur Saison 1933/34 konnten die Weiß-Blauen in der Gauliga Bayern bis zum Ende der Spielerkarriere von Max Schäfer nach der Saison 1936/37 keine herausragende Rolle mehr einnehmen. Persönlich erfuhr Schäfer aber durch die Nominierungen in die Gauauswahl Bayern im Wettbewerb des Bundespokals am 6. Januar 1935 und insbesondere am 14. Januar 1934 in Frankfurt am Main im Länderspiel der A-Nationalmannschaft gegen die Auswahl Ungarns noch besondere Auszeichnungen. Beim 3:1-Erfolg der Elf von Reichstrainer Otto Nerz wurde er in der 33. Minute für den verletzten FC Bayern-Verteidiger Sigmund Haringer eingewechselt. Auf Halbrechts spielte sein Vereinskollege Lachner und mit Edmund Conen, Rudolf Noack und Karl Politz debütierten noch drei weitere Spieler in der Nationalmannschaft. Schäfer nahm noch am WM-Lehrgang vom 7. bis 19. Mai 1934 teil, aber weitere Berufungen in die DFB-Mannschaft erfolgten nicht mehr. Nach der Saison 1936/37 beendete er seine Spielerlaufbahn und übernahm zum ersten Mal das Traineramt bei 1860 München. Der „Fußball-Professor“, wie man den promovierten Gymnasiallehrer nannte, galt als ein Mann, der den Fußball wie ein Planspiel durchdachte.
Schäfer war zum 1. Mai 1933 der NSDAP beigetreten (Mitgliedsnummer 3.213.914) und von 1934 bis 1936 SA-Mitglied.

### Trainer, 1937 bis 1956
In seinem ersten Trainerjahr bei den Weiß-Blauen, 1937/38, reichte es mit den Löwen in der Gauliga Bayern hinter Meister 1. FC Nürnberg zur Vizemeisterschaft. Er führte aber seine erfolgreiche Arbeit bei seinem Verein nicht fort, er ging nach Saisonende zum Post-SV München und war gleichzeitig als Gausportlehrer tätig. Im Reichsbundpokal des Jahres 1939/40 setzte er sich im Finale am 30. Juni 1940 in Augsburg mit der Gauauswahl Bayern mit 3:1 gegen die Gauauswahl Sachsen durch. Als Titelverteidiger verlor er mit seiner Mannschaft am 7. September 1941 im Finale der Saison 1940/41 in Chemnitz die Revanche gegen Gauauswahl Sachsen mit 0:2 Toren. Sachsen trat mit neun Spielern des Dresdner SC und mit Lothar Richter vom Chemnitzer BC und Ernst Willimowski vom PSV Chemnitz dabei an. Ab der Saison 1941/42 war Schäfer aber wieder bei 1860 als Trainer tätig. In der Bereichsklasse Bayern kam er hinter dem 1. FC Schweinfurt 05 und der SpVgg Fürth auf den dritten Rang. Die Spiele um den Tschammerpokal 1942 entwickelten sich ab der Schlussrunde bis zum Finale – ausgespielt am 19. Juli bis zum 15. November 1942 – zu einem großen Erfolg von 1860 München und Trainer Schäfer. Nach Erfolgen über den SK Rapid Wien, den Stuttgarter Kickers, der SG SS Straßburg, dem FV Stadt Düdelingen und dem TuS Lipine traten die Schäfer-Schützlinge im Finale am 15. November 1942 im Berliner Olympiastadion gegen den Favoriten FC Schalke 04 an. Die Knappen-Elf um Ernst Kuzorra und Fritz Szepan hatten am 5. Juli mit dem 2:0-Sieg gegen Vienna Wien den sechsten deutschen Meistertitel gewonnen. Durch Tore von Ernst Willimowski und Engelbert Schmidhuber eroberten die Löwen überraschend gegen eine nicht zur Bestform findende Schalker-Elf den Pokal. 1860 wurde allgemein als verdienter Sieger bezeichnet, wobei die Abwehr um Franz Schmeiser, Alois Pledl und Georg Bayerer als entscheidender Vorteil angesehen wurde. In der Folgesaison 1942/43 war die bayerische Gauliga wegen der 50-Kilometer-Begrenzungen in eine Süd- und eine Nordgruppe aufgeteilt worden. Im Süden setzte sich die Schäfer-Elf vor dem BC Augsburg und dem FC Bayern München in 18 Spielen mit 97:15 Toren durch. Während der Ligarunde hatte Schäfer infolge der Kriegsumstände auch nochmals als Spieler mitgewirkt. In der Endrunde um die deutsche Meisterschaft wurde in der Vorrunde der VfB Stuttgart mit 3:0 und im Achtelfinale Kickers Offenbach mit 2:0 ausgeschaltet. Im Viertelfinale verlor Schäfer aber mit seinen Schützlingen im Wiener Praterstadion mit 0:2 Toren gegen Vienna Wien und schied aus dem weiteren Wettbewerb aus. Bei Vienna erzielte der Hamburger Rudolf Noack in der 38. Minute den 1:0-Führungstreffer, ehe Karl Decker mit einem verwandelten Foulelfmeter in der 60. Minute den Endstand herstellte.
In Süddeutschland wurde bereits am 4. November 1945 der Start in die neu geschaffene Oberliga Süd angepfiffen und sie endete am 14. Juli 1946. Der VfB Stuttgart lässt sich mit dem Torschützenkönig Robert Schlienz (42 Tore) als erster Meister feiern und 1860 München belegt in dem 16er-Feld den neunten Rang. Das Training hatte zunächst der bereits in den dreißiger Jahren wiederholt als Interimscoach fungierende Ex-Torhüter Georg Ertl übernommen, der von Ludwig Goldbrunner als Spielertrainer unterstützt wurde. Im weiteren Saisonverlauf kehrte dann Max Schäfer zurück und übernahm wieder die Trainingsleitung. Zusätzlich übernahm Schäfer zwei Spielzeiten lang neben seiner Haupttätigkeit in München den in der 2. Amateurliga spielenden 1. FC Traunstein, mit dem er zweimal Meister wurde, ohne allerdings aufzusteigen. Aufgrund dieser Doppelbeschäftigung war in Traunstein jedoch nur einmal pro Woche (am Mittwoch) ein Training möglich. Ab dem April 1946 hatte Adalbert Wetzel die Leitung der Fußballabteilung übernommen und Trainer Schäfer führte die Löwen in der Saison 1947/48 hinter Meister 1. FC Nürnberg zur Vizemeisterschaft. In München wäre es am 14. März 1948 beim Gastspiel der Nürnberger beinahe zu einer Katastrophe gekommen, als sich nie zuvor gezählte 58.200 Zuschauer ins offiziell nur 45.000 Zuschauer fassende Stadion an der Grünwalder Straße beim 2:1-Heimsieg der Weiß-Blauen drängten und für eine heute noch bestehende Rekordmarke des Stadions sorgten. Die Läuferreihe mit Fritz Sommer, Georg Bayerer und Franz Hammerl stabilisierte das Team des Vizemeisters und im Angriff sorgte Otto Thanner an der Seite von Helmut Fottner, Ludwig Janda, Engelbert Schmidhuber und Josef Lammers in erster Linie für die nötigen Tore. Im Sommer 1948 spielten den Löwen zum sechsten Mal in ihrer Vereinsgeschichte um die deutsche Meisterschaft. Gleich im ersten Spiel stand der Schäfer-Elf aber am 18. Juli 1948 in Worms mit Südwestmeister 1. FC Kaiserslautern einen Favorit auf die Meisterschale gegenüber. Die Pfälzer hatten mit Fritz Walter den wohl besten Fußballer jener Tage in ihren Reihen und mit Ottmar Walter (51 Tore in der Südwestliga) und Werner Baßler (28 Tore in der Südwestliga) zwei torgefährliche Stürmer im Angriff. Die 60er erwiesen sich über fast 70 Minuten als starker Gegner, aber in den Schlussminuten mussten sie eine deutliche 1:5-Niederlage hinnehmen.
Zur Saison 1948/49 führte der DFB das Vertragsspielerstatut mit der Höchstgrenze von 320 DM pro Monat ein und jeder Spieler hatte außerdem weiterhin einer „zivilen Beschäftigung“ nachzugehen. Schäfer kam mit seiner Mannschaft – einen Punkt hinter der lokalen Konkurrenz des FC Bayern München – auf den vierten Rang. Sportlich den Rückschritt einleitend erwiesen sich die Abgänge der zwei Leistungsträger Georg Bayerer und Ludwig Janda. Mittelläufer Bayerer wechselte im Sommer 1949 zum FC Bayern München und Janda zog es im Oktober desselben Jahres als ersten Deutschen in das „Lire-Paradies“ Italien (Padua). Das Ergebnis der Saison 1949/50 war mit 31:29 Punkten der neunte Rang. Im sechsten Oberligajahr, 1950/51, ging es wieder aufwärts mit den Löwen. Schäfers mit wissenschaftlicher Akribie gelehrter Fußball führte seine Mannschaft mit 42:26 Punkten auf den sechsten Tabellenrang, drei Punkte hinter dem zweiten Platz, der auch noch zum Einzug in die Endrunde um die deutsche Meisterschaft berechtigt hatte. Mit 97 Treffern erzielte 1860 die meisten Treffer in der Südliga, drei mehr als der Meister 1. FC Nürnberg. Schäfer zog es aber jetzt zu den Bayern, die er zur Saison 1951/52 übernahm.
Bei den Roten konnte er aber in zwei Spielzeiten den Sprung in die Spitzengruppe der Oberliga Süd nicht bewerkstelligen, es reichte nur zu den Rängen acht (1952) und sieben (1953). Schäfer kehrte im Sommer 1953 wieder zu den Löwen zurück und übernahm die in die 2. Liga Süd abgestiegene Mannschaft. Im zweiten Jahr, 1954/55, konnte man die Meisterschaft in der II. Division feiern und damit die Oberligarückkehr. Sofort erfolgte 1956 aber der erneute Abstieg in die Zweitklassigkeit. Hans Hipp wurde für die neue Spielzeit zu seinem Nachfolger auserkoren, womit die Trainerlaufbahn des mittlerweile 49-jährigen Schäfer ihr Ende fand.
Schäfer, der später als promovierter Sportlehrer am Oskar-von-Miller-Gymnasium München im Rang eines Gymnasialprofessors unterrichtete, galt als strenger, mitunter unerbittlicher Motivationskünstler. Georg Pledl, der von 1945 bis 1955 unter ihm spielte, sagte über ihn:

„Er verstand es, uns so zu begeistern, daß wir sogar in Freundschaftsspielen gemeint haben, es gehe um die Weltmeisterschaft.“